# Caso Olivera Fuentes vs Perú
El Caso Olivera Fuentes vs. Perú fue un proceso judicial sobre un hecho de discriminación por orientación sexual y manifestación de género en Perú, cuando el 11 de agosto de 2004, Crissthian Olivera Fuentes, activista LGBT, junto a su pareja fueron expulsados de un supermercado Santa Isabel debido a una queja de otro cliente por sus muestras de afecto en el distrito de San Miguel, Lima. Diecisiete años después, el caso llegó a la Corte Interamericana de Derechos Humanos (Corte IDH) y la sentencia dictaminó responsabilidad del estado peruano por la violación de los derechos a las garantías judiciales, la libertad personal, la vida privada, la igualdad ante la ley y la protección judicial. 
El caso dejó en evidencia la discriminación que aún siguen viviendo las personas de la comunidad LGTB peruana, cuando la Corte IDH dictaminó la responsabilidad del Estado peruano por la violación de los derechos a las garantías judiciales, la libertad personal, la vida privada, la igualdad ante la ley y la protección judicial. Además, de ser un importante precedente en materia judicial, al declarar que el Estado peruano tiene la responsabilidad de proteger a todas las personas sin importar su orientación sexual o género.

## Biografía
Cristhian Manuel Olivera Fuentes es un activista y defensor de los derechos de la comunidad LGBTIQ+ y de las personas que viven con VIH. Comunicador social de profesión.
Inició su activismo en Perú en 1995, con el Movimiento Homosexual de Lima (MHOL), movido por hacer y encontrar justicia ante los diferentes casos de homofobia, discriminación  y crímenes de odio que sufre la comunidad LGBT a la que pertenece.
Desde el 2000 ha participado en diferentes organizaciones como el MHOL, donde fue miembro y director ejecutivo de 2010 a 2011. Trabajó como comunicador de la organización Estudio para la Defensa de los Derechos de la Mujer (DEMUS), donde posteriormente participó como consultor. Además, ha promovido y acompañado distintas actividades en favor de los derechos humanos e igualdad de la comunidad LGBTIQ+ ante el Estado peruano.

## Hechos
El 11 de agosto del 2004 Crissthian Manuel Olivera Fuentes, en ese entonces vocero del Movimiento Homosexual de Lima (MHOL), junto a su pareja se encontraban en la cafetería Dulces y Salados, ubicada en el supermercado Santa Isabel, en el distrito de San Miguel, lugar en el que serían discriminados por personal del local por manifestar afecto públicamente, lo que en palabras del mismo Olivera Fuentes constituyeron "miradas románticas", "proximidad física", además de una lectura conjunta de poemas. Uno de los clientes se quejó frente a la encargada por esa "actitud" de la pareja, dejando en claro su incomodidad y fastidio, a lo que el personal se acercó a ambos y les mencionaron que "había niños que estaban circulando para los juegos", que tendrían que detener "sus escenas amorosas por respeto a los demás clientes" y que tendrían que comprar algo de la cafetería, porque de otro modo, serían retirados del establecimiento.

## Instancias
Tras los hechos, Olivera presentó contra Supermercados Peruanos S.A., el 1 de octubre de 2004, ante el Instituto Nacional de Defensa de la Competencia y de la Propiedad Intelectual (Indecopi); o que derivó en más muestras de homofobia al ser presentado el 20 de octubre de 2004, por parte de la empresa, un informe psicológico sobre la nocividad en los menores por presenciar expresiones de conductas homosexuales en público, condición que fue señalada como "desviación mental". El 31 de agosto de 2005 la Comisión de Protección al Consumidor (CPC) declarará infundada la denuncia, dado que las pruebas aportadas no acreditaban trato discriminatorio. Además, las imágenes presentadas por el demandante el 17 de agosto de 2004, fueron tomadas por una cámara escondida, forzando así los hechos.
El señor Cristian Olivera, el 22 de septiembre de 2005, apeló la decisión de la CPC ante el Tribunal de Defensa de la Competencia. El 17 de mayo de 2006 dicho Tribunal confirmó la sentencia ya pronunciada por la CPC.
Tras agotar la vía de Indecopi, Crissthian, el 13 de septiembre de 2006,  presentó una denuncia ante la Segunda Sala Especializada en lo Contencioso Administrativo de la Corte Superior de Lima (Palacio de Justicia), para que sea desestimada la sentencia del 17 de mayo de 2006. se pronunció, el 10 de junio de 2008, declarando infundada la solicitud de nulidad de resolución de Indecopi.
Seguidamente, Crissthian Olivera interpuso, el 1 de octubre de 2008, un recurso de apelación ante la Sala Civil Permanente de la Corte Suprema de Justicia de Perú. Esta, le respondió el 14 de junio de 2010 declarando sin lugar el recurso que interpuso dado que no existía certeza sobre hechos de discriminación.
Una vez recibida la sentencia por parte de la Sala Civil Permanente de la Corte Suprema de Justicia de Perú, Crissthian Olivera introdujo el 7 de febrero de 2011, un recurso de casación ante la Sala de Derecho Constitucional y Social Permanente de la Corte Suprema de Justicia; dicha Corte decidió el 11 de abril de 2011 como improcedente.

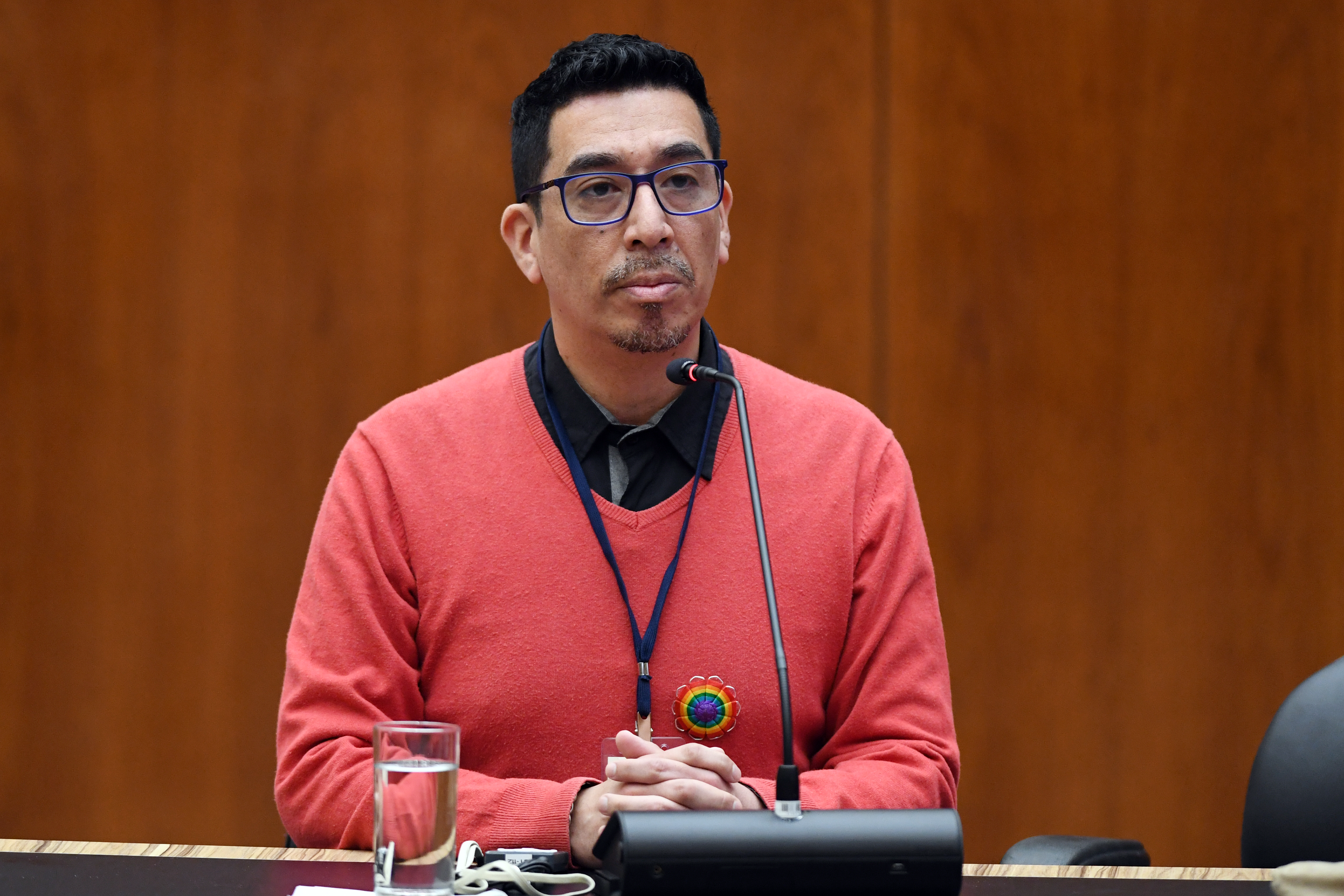
Crissthian Olivera en 2022

Al ver vulnerados sus derechos ante la justicia peruana, Crissthian Olivera el 29 de noviembre de 2011, acompañado de la organización Estudio para la Defensa de los Derechos de la Mujer (DEMUS), elevó una petición ante la Corte Interamericana de Derechos Humanos (CIDH). Posteriormente se unirían las organizaciones Synergia y Líderes en Acción de Colombia.
La Corte aprobó su pedido el 28 de diciembre de 2017; y posteriormente el 4 de junio de 2021 la  jurisdicción de la Corte Interamericana aceptó los hechos y violaciones a los derechos humanos por parte del Estado peruano a Crissthian Olivera.
El 24 de agosto de 2022, Crissthian Olivera Fuentes se presentó en una audiencia pública, convocada por la CIDH y realizada en Brasília, Brasil. En ella, se expusieron los diferentes alegatos y hechos de discriminación, cometidos contra el demandante, por parte de supermercados Santa Isabel, Indecopi y el Poder Judicial peruano.

## Sentencia
El 4 de febrero de 2023, la CIDH emitió sentencia en favor de Crissthian Olivera, concluyendo que el Estado peruano violó los artículos 8.1, 11, 24 y 25 de la Convención Americana en relación con el artículo 1.1 del mismo instrumento.
La corte al declarar responsable al Estado peruano por el perjuicio cometido a Crissthian Olivera Fuentes, ordenó que se le repare por daño material e inmaterial, de acuerdo a la publicación de la sentencia en cuestión y el acceso inmediato, gratuito y efecto del denunciante a tratamiento psicológico/psiquiátrico.
Fue el primer caso denunciado de discriminación por orientación sexual en el sistema de justicia peruano que llega hasta la Corte Interamericana. Además, la sentencia también es la primera en todo el sistema interamericano en darle la razón al denunciante por ser discriminado por su orientación sexual de parte de una empresa de consumo. De esta forma, marcó un precedente histórico en lo que significa el acceso a la justicia de parte de la comunidad LGBT tanto en el Perú como en toda Latinoamérica.